# West-Antarctica

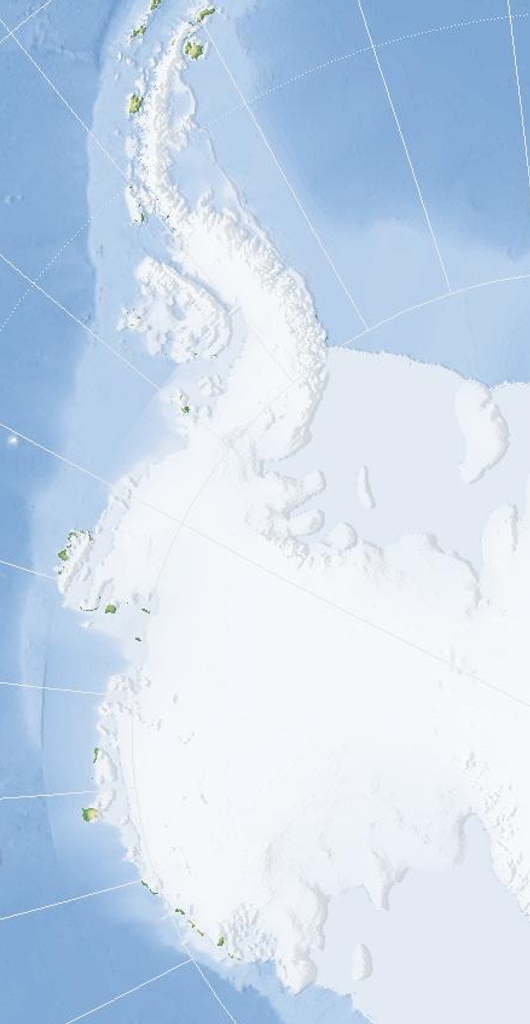
Vrijwel lege kaart van West-Antarctica

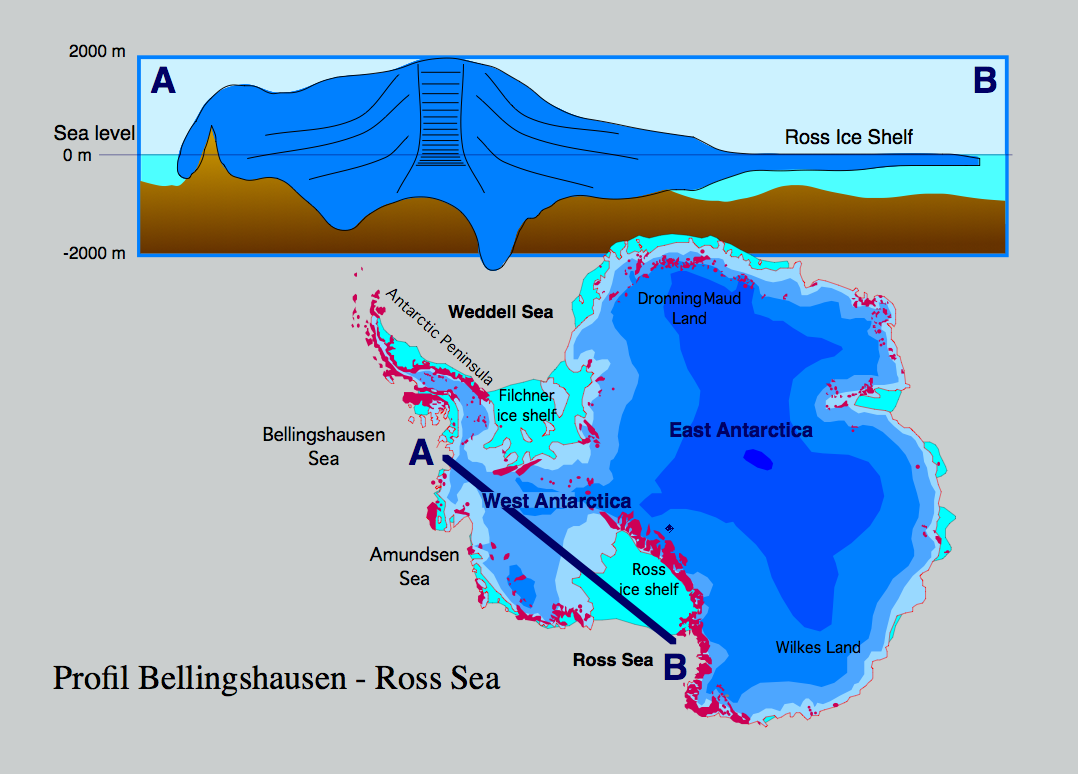
Doorsnede van West-Antarctica

West-Antarctica of Klein-Antarctica is een van de twee hoofdgebieden van het continent Antarctica. Het is gelegen aan de kant van de Grote Oceaan en wordt van Oost-Antarctica gescheiden door het Transantarctisch Gebergte.

## Geografie
West-Antarctica omvat het Antarctisch Schiereiland, Marie Byrdland en Ellsworthland. Verder omvat West-Antarctica het Rockefellerplateau, het Edselfordgebergte, een deel van het Horlickgebergte, de Hobbskust, het Edward VII-schiereiland, Grahamland, Palmerland en het Ellsworthgebergte met het Vinsonmassief, waarvan Mount Vinson met 5140 m de hoogste berg is van Antarctica. Aan de randen liggen het Ronne-ijsplateau en het Ross-ijsplateau. Ook de Bentleydiepte, het laagste punt op het aardoppervlak dat niet bedekt is door een oceaan, alhoewel het wel door ijs is bedekt, ligt ook in West-Antarctica.
West-Antarctica bestaat hoofdzakelijk uit een grote massieve ijskap; de West-Antarctische ijskap genaamd. Deze ijskap wordt steeds onstabieler als gevolg van de opwarming van de Aarde.

## Ecologie
De delen van West-Antarctica die niet uit ijs bestaan (hoofdzakelijk het Antarctisch Schiereiland) hebben een toendra-achtige biodiversiteit, ook wel bekend als "Marielandia" (naar Marie Byrdland).

## Claims
West-Antarctica is het enige deel van Antarctica dat voor een aanzienlijk deel door geen enkele staat wordt geclaimd. Alleen het Antarctisch Schiereiland, het Ronne ijsplateau en aangrenzende gebieden, en het Ross ijsplateau en omgeving, worden geclaimd. Deze claims zijn van Argentinië (Argentijns Antarctica), Chili (Chileens Antarctisch Territorium), Nieuw-Zeeland (Ross Dependency) en het Verenigd Koninkrijk (Brits Antarctisch Territorium). De Argentijnse, Chileense en Britse claims overlappen elkaar.

## Naam
Doordat de zuidpool op Antarctica ligt, heeft het continent eigenlijk geen westelijk deel.
Het is (in Europa) gebruikelijk dat Antarctica op de kaart wordt afgebeeld met de meridiaan van Greenwich in het midden boven en dan komt het gebied van 0 tot 180 graden westerlengte links op de kaart. Dit is het deel van Antarctica op het westelijk halfrond.
De naam bestaat sinds het begin van de negentiende eeuw (Balch, 1902; Nordenskiöld, 1905), maar het gebruik van de term steeg aanzienlijk in het Internationaal Geofysisch Jaar van 1957 en 1958 en onderzoeken bevestigden dat het Transantarctisch Gebergte inderdaad als een scheiding gezien kan worden tussen een Westelijk en Oostelijk Antarctica. De naam werd in 1962 door de Amerikaanse Advisory Committee on Antarctic Names vastgelegd.